# せりなリニューアル!
『せりなリニューアル!』は、高瀬綾による日本の漫画作品。
『なかよし』（講談社）にて1996年8月号から1997年1月号まで連載された。全6話。単行本は同社の講談社コミックスなかよしより全1巻が刊行された。

## 概要
主人公の14歳の少女は、パソコン通信で同じハンドルネームで同じ年の社長の娘がいることを知り、あるきっかけでその別の少女と入れ替わってしまう。社長の娘になってしまった主人公は、以前とは対照的な生活を送ることに。その中で、本当に好きな人が誰なのかを改めて知ることになるという物語である。
当初は、入れ替わったらヤクザの娘になったという設定であった。

## あらすじ
主人公・東海林せりなはパソコン通信に夢中になっていた。あるとき、ハンドルネームとIDが同じ別の誰かがいることを知る。そして雷とともに二人は入れ替わってしまう。二人は本名も姿も全く同じだった。せりなは社長の娘になってしまい、婚約者・青木夏目と過ごすことになる。しかし、せりなは、自分が本当に好きな人は同級生の相田光希であることを夏目に打ち明け、婚約は解消になった。
その後、入れ替わっていた二人は元に戻り、せりなはもうひとりのせりなのことを思いつつ、勇気を出して光希に告白した。

## 登場人物
東海林 せりな（しょうじ せりな）
物語の主人公。14歳の中学生で陸上部に所属。家が花屋である相田光希のことが好きで、よくそこで花を買っている。パソコン通信にはまっている。ハンドルネームは「せりな」。
相田 光希（あいだ こうき）
14歳の中学生。せりなと同じクラスで、陸上部に所属。家は花屋であり、ときおり店番をしている。
東海林 せりな（しょうじ せりな）
14歳の中学生。東海林グループの会長の娘。学校では人気がある。青木夏目という婚約者がいる。パソコン通信でのハンドルネームは「SERINA」。
青木 夏目（あおき なつめ）
17歳の高校2年生。実の父が他界したことにより、せりなの父に引き取られた。将来会社を継ぐことを父から期待されている。

## 書誌情報
- 高瀬綾 『せりなリニューアル!』 講談社〈講談社コミックスなかよし〉、1997年3月6日第1刷発行、ISBN 4-06-178855-8